# Stenonemobius mayeti
Stenonemobius mayeti är en insektsart som först beskrevs av Pierre Adrien Prosper Finot 1893.  Stenonemobius mayeti ingår i släktet Stenonemobius och familjen syrsor. Inga underarter finns listade i Catalogue of Life.